# Schloßberg (Altomünster)
Schloßberg ist eine Einöde im Gebiet des oberbayerischen Marktes Altomünster. Dort leben vier Einwohner (Stand: 25. Mai 1987).
Sie liegt etwa sieben Kilometer westlich des Hauptortes und anderthalb Kilometer nordwestlich des Kirchdorfs Kiemertshofen, zu dem der Ort historisch gehört. Mit der Eingemeindung von Kiemertshofen am 1. Januar 1977 kam der Ort zu Altomünster.